# Vito Dell'Aquila
Vito Dell'Aquila (Mesagne, 3 de novembro de 2000) é um taekwondista italiano.
Ganhou uma medalha de bronze no Campeonato Mundial de Taekwondo de 2017 e uma medalha de bronze no Campeonato Europeu de Taekwondo de 2018. Participou nos Jogos Olímpicos de Verão de 2020, obtendo uma medalha de ouro na categoria de –58 kg. No Mundial de 2022 em Guadalajara, conquistou o título depois de vencer o Jang Jun por 2–1 na final.